# Karl Könitzer
Karl Könitzer (* 1854 in Worb; † 23. März 1915 in Bern) war ein Schweizer Architekt und Kantonspolitiker.

## Leben
Im gleichen Jahr als der Vater Johann Könitzer in Worb ein Baugeschäft mit vier Zimmerleuten übernahm, wurde 1854 Karl Könitzer geboren. Karl besuchte in Worb die Primar- und Sekundarschule und danach das Polytechnikum in Zürich und die Ecole Industrielle in Yverdon. Darauf arbeitete er zur Weiterbildung in verschiedenen Baufirmen und Architekturbüros der Schweiz. Währenddessen entwickelte sich das väterliche Baugeschäft erfolgreich weiter und nach dem Erwerb einer ehemaligen Tabakfabrik gründete 1882 Johann Könitzer mit seinen Söhnen Karl und Gottfried die Kollektivgesellschaft J. Könitzer & Söhne.
Nach des Vaters Tod übernahm 1894 Karl Könitzer die technische Leitung der nun Gebrüder Könitzer genannten Firma. Gemeinsam verwirklichten sie zahlreiche Privat-, Schulhaus- und Spitalbauten, wobei der genaue Anteil an den Bau- und Planungsarbeiten nicht nachgewiesen werden kann. Karl Könitzer betätigte sich nicht nur als Baumeister, sondern auch als Planer. 1894 entwarf er ohne Gewinnabsicht für den Verein der Bernischen Heilstätte für Tuberkulöse das erste Schweizer Volkssanatorium in Heiligenschwendi, das heutige Berner Reha Zentrum Heiligenschwendi. Sein vor 1900 selbst errichtetes Wohnhaus an der Vechigenstrasse in Worb übergab er nach seiner Berufung in die Berner Regierung 1905 seinem Sohn Fritz. Die Firma ging 1907 an die Söhne der Gebrüder Könitzer an deren Söhne Fritz und Hermann über. Die Baufirma Könitzer musste dank ihrer guten Beziehung zu den Behörden auch weiterhin nicht über Auftragsmangel klagen. Sie bauten beispielsweise die Schulhäuser in Worb und die Landwirtschaftliche Schule Schwand in Münsingen.

## Politisches Wirken
1891 wurde der Baumeister Karl Könitzer in den Worber Gemeinderat gewählt. 1898 kam er als Vertreter der Freisinnigen Partei in den Grossen Rat des Kantons Bern. Ausserdem wurde er 1900 Vizegemeindepräsident von Worb und trat 1902 in die Staatswirtschaftskommission ein. 1903 wurde Karl Könitzer zum Gemeindepräsidenten von Worb gewählt. Sein Engagement für soziale Bauten wurde breit anerkannt und führte 1905 zur Wahl in den Regierungsrat, wo der Worber Baumeister sogleich das Baudepartement übernahm und damit das wichtige Amt des Kantonal bernischen Baudirektors. Als Direktor kantonaler Bauten und Eisenbahnen förderte er die Finanzierung der Berner Alpenbahn, der heutigen BLS, und der Jurabahn mit dem Grenchenbergtunnel, und ebenso der Bern-Muri-Worb-Bahn. Bei den ersten Volkswahlen 1906, 1910 und 1914 wurde der nun in Bern wohnende Karl Könitzer als Regierungsrat bestätigt. 1910 und 1911 amtierte er als Regierungspräsident. 1912 wechselte er zur Direktion der Finanzen und Domänen, wo es ihm gelang die Staatsfinanzen zu sanieren.
Als beim Ausbruch des Ersten Weltkrieges seine Regierungsratskollegen zum Militärdienst einberufen wurden, übernahm Könitzer zusätzlich die Militärdirektion und die ihm bestens vertraute Baudirektion. Diese Mehrbelastung im ersten Kriegswinter beanspruchte seine Gesundheit stark und er musste sich im Privatspital bei Theodor Kocher einer Darmoperation unterziehen. Er starb in der Nacht vom 23. März 1915 an den Folgen des medizinischen Eingriffs.

### Weitere Nebenämter
Als Regierungsrat hatte Karl Könitzer ausserdem noch folgende Ämter inne:
- Bankrat der Berner Kantonalbank
- Verwaltungsrat der Bernischen Hypothekarkasse
- Verwaltungsrat der Bernischen Kraftwerke BKW
- Verwaltungsrat der Rheinsalinen
- Mitglied der Redaktionskommission des Emmentaler Tagblattes
- Präsident der Baukommission der Schweizerischen Landesausstellung 1914 in Bern
- 1906 Mitglied des Bernischen Ingenieur- und Architektenvereins (SIA)
- 1906 Mitglied des Direktionskomitees der Lötschbergbahn (BLS)